# 马伊库尔岛
马伊库尔岛（Maikoor）是印度尼西亚马鲁古群岛东端阿鲁群岛的一个小岛，面积398km²。阿鲁群岛的其他主要岛屿有沃坎岛、科布罗尔岛和特朗岸岛。行政上由马鲁古省阿鲁群岛县负责管辖。本吉纳·楠阿苏里机场位于岛的北部。
6°10′S 134°12′E / 6.167°S 134.200°E